# Падерньоне
Падерньо́не (итал. Padergnone) — коммуна в Италии, располагается в провинции Тренто, области Трентино-Альто-Адидже.
Население коммуны составляет 732 человек (2011 г.), плотность населения составляет 222 чел./км². Занимает площадь 3 км². Почтовый индекс — 38070. Телефонный код — 0461.
Покровительницей коммуны почитается Пресвятая Богородица (Madonna della Pace), празднование в последнее воскресение октября.

## Демография
Динамика населения:

## Администрация коммуны
- Официальный сайт: